# 雙鍵
在有機化學中，雙鍵，是對含1根σ鍵和1根π鍵的共價鍵的分類稱呼。

## 簡介
在化合物分子中，兩個原子間以二個共用電子對構成的共價鍵，被稱之為雙鍵；而在雙鍵上的原子，都在同一平面上。 
若兩個原子形成一個σ鍵後，還各有一個未成對的p電子，它們可以相互重疊形成π鍵。這種（σ+π）的組合稱為雙鍵，常用雙鍵兩端的兩個原子，中間加上二條短線（即{\displaystyle {\ce {A = B}}}）的方式來表示。
另外，雖然雙鍵比單鍵強，但含有雙鍵的有機化合物具有不飽和性，能起加成反應和聚合反應。
共價鍵共有4種，分別是單鍵、雙鍵、三鍵和四鍵，雙鍵是其中一種。
需要注意的是，在離子類化合物中（例如氯化鈉／{\displaystyle {\ce {NaCl}}} ）中，原子間連結就不是靠共價鍵，而是靠離子鍵，或稱靜電力。而且，雙鍵也不能單純地看成兩個單鍵的結合。

## 擁有雙鍵的化合物
乙烯／{\displaystyle {\ce {H2C=CH2}}}：碳原子與碳原子以雙鍵結合，{\displaystyle {\ce {C=C}}}
二氧化碳／{\displaystyle {\ce {O=C=O}}}：兩個氧原子分別以雙鍵與碳原子結合，{\displaystyle {\ce {O=C=O}}}